# Hour of Victory
Hour of Victory  – gra komputerowa z gatunku strzelanek pierwszoosobowych osadzona w realiach II wojny światowej, wyprodukowana przez amerykańskie studio N-Fusion Interactive i wydana przez Midway Games. Została wydana w czerwcu 2007 roku na konsolę Xbox 360 i w lutym 2008 roku na system Microsoft Windows. Była to pierwsza gra o II wojnie światowej na silniku Unreal Engine 3.

## Fabuła
Gra opowiada o działaniach trzech alianckich komandosów: oficera operacji specjalnych Abrose’a Taggerta, snajpera Calvina Blackbulla oraz zielonego bereta Williama Rossa. Drużyna zostaje wysłana do miasta Al-Shatar w Libii, gdzie ich dowódca, major Colman, opowiada im o tajnym projekcie niemieckiej broni atomowej o kryptonimie „Götterdämmerung”. Nagły atak Niemców na miasteczko zmusza komandosów do podjęcia walki i obrony centrum łączności, podczas której zestrzeliwują wrogie bombowce i używają czołgu Sherman do zniszczenia nieprzyjacielskich Tygrysów.
Po odparciu niemieckiej ofensywy komandosi wracają do kwatery głównej. Zostają poinformowani, że nad projektem „Götterdämmerung” pracuje dwóch kluczowych naukowców, niemiecki uczony Steckler oraz duński fizyk dr Martin Fielder. Trzyosobowy zespół zostaje wysłany do zamku Festunburg w Alpach, aby uratować Fieldera, który wbrew swojej woli musi pracować nad niemiecką bombą atomową. Komandosi wjeżdżają do zamku kolejką linową. Taggert ukradkiem wchodzi do kanałów, po czym udaje mu się uwolnić Fieldera przetrzymywanego w starych piwnicach. Następnie drużyna przedziera się przez wrogich żołnierzy i używa czołgu Panzer IV, aby siłą wydostać się z zamku.
Po tym, jak upadł plan niemieckiej broni atomowej, a upadek Berlina był tylko kwestią czasu, Steckler postanowił spowodować stopienie reaktora jądrowego, by w akcie desperacji zabić wszystkich szturmujących miasto. Aby temu zapobiec, komandosi pomagają Rosjanom w walkach o Berlin i włamują się na miejscowy uniwersytet. Po przejściu przez ufortyfikowany dziedziniec zdobywają plany technologii nuklearnej w bibliotece uniwersyteckiej, a następnie wchodzą do ośrodka nuklearnego i w ostatniej chwili powstrzymują Niemców przed zniszczeniem reaktora.
Po powstrzymaniu planów Stecklera oddział komandosów zostaje wysłany do Kancelarii Rzeszy, aby schwytać naukowca. Po ciężkiej walce w pomieszczeniach i na korytarzach docierają do biura Stecklera. Po krótkiej wymianie zdań naukowiec wysyła swoich ludzi na trzech oficerów, którzy są zmuszeni się bronić i ostatecznie zabić Stecklera.

## Rozgrywka
Gra zawiera wiele lokacji z Europy i Afryki Północnej, takich jak pustynia, zamek w zimowej scenerii, ruiny Berlina itp. Gracz może wcielić się w jednego z trzech komandosów, z których każdy ma inne umiejętności i specjalne zdolności: np. kapitan Ross może wykorzystać swoją siłę, aby przemieszczać przedmioty na swojej drodze, porucznik Bull może wspinać się po linach, a major Taggert potrafi otwierać zamki. Bohaterowie mogą także obsługiwać pojazdy takie jak czołgi M4 Sherman czy Panzer IV. Zdrowie postaci jest regenerowane automatycznie, kiedy gracz zatrzyma się na chwilę i unika dalszych obrażeń. Oprócz paska zdrowia interfejs pokazuje także wskaźnik staminy. Kampania dla jednego gracza trwa od pięciu do siedmiu godzin.

### Tryb wieloosobowy
Gra oferuje trzy tryby gry wieloosobowej za pośrednictwem System Link lub Xbox Live – Deathmatch, Capture the Flag i Devastation – dla maksymalnie 12 graczy na serwerze.

## Produkcja
Hour of Victory reklamowano jako grę pozwalającą graczom „walczyć w słynnych bitwach II wojny światowej”. W założeniach gra miała konkurować z seriami Call of Duty i Medal of Honor. Fabuła Hour of Victory była inspirowana przygodami Indiany Jonesa, twórcy nie skupiali się na zgodności z faktami historycznymi. Producent wykonawczy Mark Caldwell opisał grę jako połączenie Indiany Jonesa i Szeregowca Ryana. Programista Phil Vitiello twierdził, że projektował sztuczną inteligencję u wrogów tak, aby ci inteligentnie reagowali na działania gracza. Według producenta Jeremy’ego Raya gracz miał mieć swobodę działań i nie być prowadzony po sznurku do celu, z możliwością grania w grę we własnym tempie i wyborem spośród różnych sposobów wykonania misji, w zależności od wybranej postaci. Niektóre elementy, takie jak wyważanie drzwi przez Rossa, możliwość noszenia niemieckiego munduru i rozmawiania z wrogami przez Taggerta czy prowadzenie Kübelwagena, zostały odrzucone na etapie produkcji. Na początku 2007 roku zaczęto pracę nad trybem wieloosobowym.

### Marketing
Midway zamierzało utrzymać istnienie gry w tajemnicy aż do czasu jej wydania. Pierwotnie gra miała zostać wydana na początku 2007 roku. Na targach E3 w 2006 roku potwierdzono powstanie wersji na PC. Twórcy celowo usunęli krew i symbole nazistowskie, aby gra mogła być szerzej dystrybuowana. Mimo to zawierała wystarczająco dużo przemocy, aby zostać sklasyfikowana jako przeznaczona dla osób dorosłych. Gra miała zostać wydana na PlayStation 3 mniej więcej w tym samym czasie co na Xbox 360, ale ten plan został anulowany. Tytuł został oficjalnie zapowiedziany na targach E3 w 2007 roku.
Do trzeciego kwartału 2007 roku Midway Games straciło ponad 33 miliony dolarów z powodu słabej sprzedaży gry. W rezultacie wersja na PC została wydana jedynie na rynek europejski. Na całym świecie sprzedano tylko 120 000 egzemplarzy.

## Odbiór
Gra otrzymała zdecydowanie negatywne recenzje od krytyków. Według agregatora recenzji GameRankings uzyskała średnią ocenę 38,05% na podstawie 39 opinii. Według Metacritic gra uzyskała średnią ocen 37/100 na podstawie 33 recenzji.
Recenzent IGN przyznał grze ocenę 5.7/10 i opisał ją jako „przeciętną strzelankę ze słabą grafiką i okropnym trybem wieloosobowym”. Recenzja portalu GameSpot była miażdżąca. Jeff Gerstmann ocenił grę na zaledwie 2/10 (co czyni ją najniżej ocenioną grą na Xbox 360 na tej stronie), pisząc, że gra „jest praktycznie niegrywalna i nie powinna znaleźć się na półkach sklepowych w tym stanie” oraz że „nikt, pod żadnym pozorem, nie powinien w nią grać”. Jako jedyny pozytyw w sekcji „zalety i wady” w swojej recenzji Gerstmann wymienił: „na szczęście nikt nie zmusza cię do grania w tę grę”.